# 에두아르 로슈

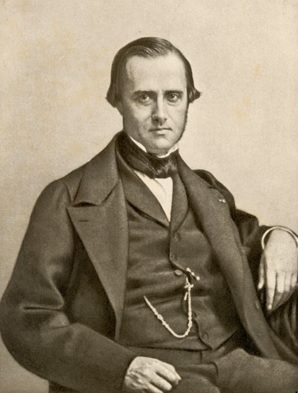

에두아르 로슈(Édouard Albert Roche, 17 October 1820 – 27 April 1883)는 프랑스의 천문학자이자 수학자로서, 천체역학 분야의 노고로 잘 알려진 인물이다. 그의 이름을 따서 만들어진 개념으로는 로슈 권, 로슈 한계, 로슈 엽 등이 있다. 기상학 부문 작품의 저자이기도 하다.

## 생애
몽펠리에에서 태어나 몽펠리에 대학교에서 공부하였고 1844년 이학박사를 받았고 나중에 같은 기관에서 교수가 되어 그곳에서 1849년 기점으로 Faculté des Sciences부서에서 일했다.

## 작품
로슈의 작품은 자신의 사용 언어인 프랑스어로 작성되었다.

### 작품 목록
- List of works[깨진 링크(과거 내용 찾기)], on the site of the 과학 아카데미 (프랑스) (31 items) (Includes—unnumbered—works commenting that of Roche. Also includes works in meteorology)
- Liste des œuvres de M. Édouard Roche - 구글 도서, in Mémoires de la Société des sciences, de l'agriculture et des arts de Lille, 1885 (34 items)

## 같이 보기
- 로슈 엽
- 로슈 한계
- 힐 권

## 참고 문헌
- Z. Kopal, The Roche problem, Kluwer Academic Publishers, Dordrecht, 1989 ISBN 0-7923-0129-3.